# Herb Kaszub
Herb Kaszub (kaszub. Pòznaka Kaszëb, Pòznaka Kaszëbskô) – herb zawierający kaszubskie godło, czyli czarnego gryfa w koronie. Oficjalnie nie ma żadnej uchwały, która określałaby szczegółowy opis kaszubskiego herbu i godła. Tylko Kaszëbskô Jednota w swej Deklaracji ideowej, uchwalonej w dniu 7 września 2011 r., stwierdza, że Naszym godłem narodowym jest czarny gryf w koronie, dalej zaś określa herb – na złotym polu, zwrócony w prawo (heraldyczne) czarny gryf w koronie. Pomimo pewnych różnic w przedstawianiu gryfa (dotyczą one choćby koloru języka czy szponów), w ruchu kaszubskim powszechnie przyjął się gryf czarny w koronie.

## Opis herbu
Powszechnie przyjmuje się, że herbem Kaszub jest na złotym polu, czarny gryf. Kolor oręża i korony jest jednak różny w zależności od wersji. Kaszëbskô Jednota przedstawia herb Kaszub jako czarnego gryfa, zwróconego w prawo (w heraldyce prawa strona jest lewą stroną (a lewa prawą) gdy patrzymy od przodu na tarczę herbową), ze złotym orężem, czerwonym językiem i złotą koroną, na złotym tle. Istnieją również wariacje z czarnym orężem i czarną koroną, a także z czerwonym orężem i bez korony. Najczęściej jednak zachowany jest na złotym polu, czarny koronowany gryf. 

## Historia herbu

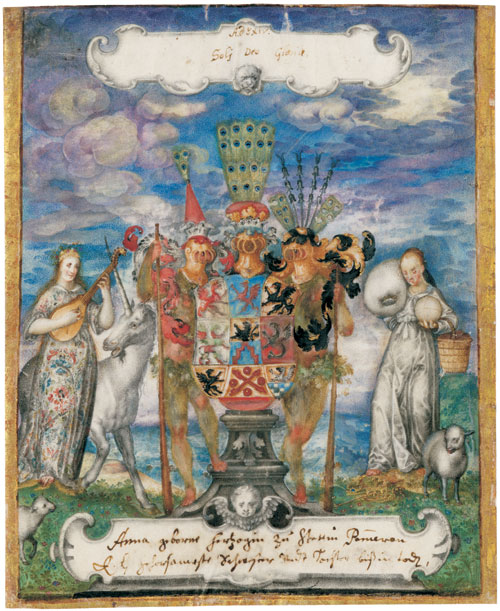
Herb Księstwa Pomorskiego

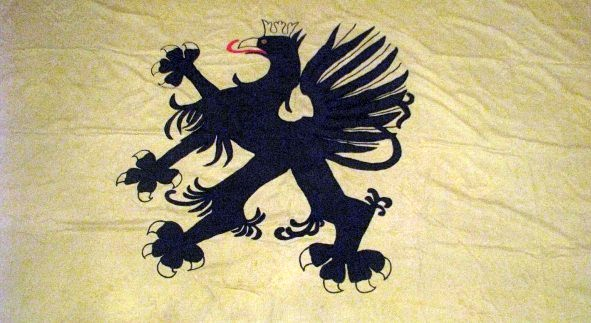
Haft

Gryf pojawił się na Kaszubach już pod koniec XII wieku, jak świadczą o tym pieczęcie władców księstwa pomorskiego (łac. Ducatus Pomeraniae), którzy od połowy następnego stulecia posługiwali się tytułem kaszubskim (dux Cassubiae/dux Cassuborum). Od gryfa pochodzi nazwa dynastii panującej (do XVII w.) na obszarze tego państwa – Gryfitów.
Być może pewną rolę w recepcji herbu mogły odegrać wyprawy krzyżowe, w których brali udział władcy zachodniopomorscy. Prawdopodobnie za pośrednictwem tychże książąt (lub meklemburskich) wizerunek gryfa trafił na Pomorze Gdańskie, gdzie jednak przez jego książąt był wykorzystywany sporadycznie – w zasadzie używał go tylko Sambor II. Istnieją przypuszczenia, że gryf widniał także na pieczęciach książąt gdańskich Sobiesława II i Świętopełka Wielkiego, jednakże hipotezy te są odrzucane przez większość historyków.
W przypadku Pomorza jednak w większości używano czerwono–srebrnej (czerwono–białej) wersji herbu. Historyczny gryf województwa pomorskiego z roku 1466 będący symbolem dzisiejszego Pomorza Gdańskiego to czerwony gryf na srebrnej tarczy. Jest on odwzorowaniem gryfa szczecińskiego (czerwonego gryfa na niebieskim tle) – pierwszej tarczy pomorskiej w herbie wielkim księstwa pomorskiego. W okresie II Rzeczypospolitej herb województwa pomorskiego przedstawiał czerwonego gryfa na srebrnym tle z koroną. Podobizna czarnego gryfa na złotym polu została zaczerpnięta przez działaczy kaszubskich od zachodniopomorskich książąt wołogoskich, którzy się nim pieczętowali. 
Czarno-złoty herb był też symbolem historycznego Księstwa Kaszubskiego, wchodzącego w skład większego Księstwa Pomorskiego. W dziewięciopolowym herbie wielkim Księstwa Pomorskiego herb ten występuje w pierwszym rzędzie na górze, pierwszy od lewej.  
XVI-wieczny fresk z wizerunkiem gryfa, który znajduje się w prezbiterium archikatedry oliwskiej został pierwowzorem aktualnego herbu województwa pomorskiego, który jest czasem utożsamiany z herbem Kaszub.
Zasadniczo władcy Pomorza Zachodniego posługiwali się jednak gryfem bez korony. Aleksander Majkowski widział jednak ukoronowane gryfy w Gryfii (Greifswald w Niemczech), w której studiował oraz w katedrze oliwskiej. Być może ten fakt miał wpływ na dodanie korony kaszubskiemu gryfowi. Wizerunek gryfa z koroną przyjął się w tradycji kaszubskiej, a szczególną rolę w jego rozpowszechnieniu odegrały czasopisma. Jego wizerunek widniał bowiem w winietach – obok wspomnianego „Gryfa” – takich czasopism jak choćby „Zrzesz Kaszëbskô”, „Kaszëbë”, „Pomerania”, „Tatczëzna”, „Òdroda” („Kaszëbskô Òdroda”).
W propagowaniu gryfa jako godła Kaszub i Kaszubów dużą rolę odegrała literatura – na przykład „Żëcé i przigòdë Remùsa” A. Majkowskiego, czy też liczne utwory poetyckie, takie jak wiersze Jana Trepczyka, Aleksandra Labudy, czy Jana Rompskiego, który w wierszu Wiész të… pisał:
To nasz znak – ten czôrny juńc;
Jesz Kaszëbów nie je kùńc!
Òn to straszny juńc i lew,
Òn z Mòrlawë dobéł krew!
Hej, të Grifie w blónë lec,
Chcemë cebie w sercach miec!
Dużą rolę w propagowaniu tego herbu odegrał haft Franciszki Majkowskiej – działaczki kaszubska i twórczyni wejherowskiej szkoły haftu kaszubskiego, siostry Aleksandra Majkowskiego.